# Arytera neoebudensis
Arytera neoebudensis là một loài thực vật có hoa trong họ Bồ hòn. Loài này được (Guillaumin) H.Turner mô tả khoa học đầu tiên năm 1995.